# Márton Áron-emlékérem
A Márton Áron-emlékérem a magyarországi Bethlen Gábor Alapítvány által 1988 óta adományozott kitüntetés, melyet a keresztény magyarság szolgálatában kiemelkedő munkát végző személyeknek és intézményeknek ad át.
Az alapítvány az emlékérem odaítélésével a szent életű erdélyi püspök élete példájára kíván emlékeztetni.
A kitüntetést elsőként az erdélyi menekültekért szervező-mentő munkát végző debreceni Szent Anna római katolikus plébánia, a rákosszentmihályi református gyülekezet, az amerikai Magyar Emberi Jogok Alapítvány (HHRF), valamint az Erdélyi Világszövetség, a Hősök terén 1988. június 27-én a romániai falurombolás ellen tartott nagy tüntetés szervezői kapták meg. Azt követően a Kárpát-medencében és a nagyvilágban tevékenykedő magyar és a magyarság ügyében fáradozó külföldi szervezeteknek, intézményeknek és személyeknek adományozzák a Márton Áron arcmásával és Erdély címerével ékesített érmét, amely Szervátiusz Tibor alkotása.